# Mell Lazarus
Pour les articles homonymes, voir Lazarus.
Mell Lazarus (né le 3 mai 1927 à  Brooklyn (New York) et mort le 24 mai 2016 en Californie) est un auteur de bande dessinée américain. Il est surtout connu pour avoir créé les comic strips Miss Peach (1957-2002) et Momma (depuis 1970).

## Biographie
Mell Lazarus naît le 3 mai 1927. Il commence sa carrière comme illustrateur puis il est assistant d'Al Capp sur le comics Li'l Abner. Après la seconde guerre mondiale, il est engagé par Vic Herman dans son studio. Il part au bout de six mois car il est engagé par l'éditeur de comics Toby Press comme directeur artistique. Dans les années 1950, il réalise des comic strips pour enfants  Wee Women, Li'l One et surtout, à partir de 1957, Miss Peach. En 1966, il crée avec Jack Rikard Pauline Mc Peril. En 1970, il crée le strip Momma qu'il anime jusqu'à sa mort.

## Prix et récompenses
- 1974 : Prix du comic strip à suivre de la National Cartoonists Society pour Miss Peach
- 1976 : Prix Inkpot, pour l'ensemble de sa carrière
- 1980 : Prix du comic strip à suivre de la NCS pour Miss Peach
- 1982 : Prix Reuben pour Miss Peach et Momma
- 2001 : Té d'argent de la NCS